# Stazione di Esaka
La stazione di Esaka (江坂駅?, Esaka-eki) è una stazione passante situata nel centro di Esaka, circondario sud-orientale della Città di Suita, nella Prefettura di Osaka, in Giappone. Vi terminano e si congiungono la ferrovia Kita-Ōsaka Kyūkō e la linea Midōsuji della Metropolitana di Osaka. È gestita dalle due aziende proprietarie delle linee, la Ferrovia Kita-Ōsaka Kyūkō Co., Ltd. e l'Ufficio Municipale dei Trasporti di Osaka. I treni si fermano alla stazione solo per il normale tempo in cui si fermano in tutte le altre stazioni e proseguono sull'altra linea.

## Ferrovia Kita Kyūkō
La ferrovia Kita-Ōsaka Kyūkō, detta anche Kita Kyūkō, è di proprietà dell'omonima Ferrovia Kita-Ōsaka Kyūkō Co., Ltd., azienda privata consociata alla Hankyu Hanshin Holdings, colosso dei trasporti proprietaria delle ferrovie regionali Hankyu e Hanshin. Fu costruita come prolungamento della linea Midōsuji per accedere al sito dell'Expo 1970, che si tenne nel territorio di Suita. In parte smantellata dopo l'evento, è stata in seguito prolungata fino all'odierno capolinea settentrionale nella stazione di Senri-Chūō.
La ferrovia Kita Kyūkō si snoda interamente nel territorio comunale di Suita. I prezzi dei biglietti cumulativi per tragitti su entrambe le linee prevedono uno sconto limitato, ma quelli relativi alla sola linea Kita Kyūkō sono tra i più economici in Giappone.

## Linea Midōsuji
La linea Midōsuji è di proprietà dell'Ufficio Municipale dei Trasporti di Osaka, azienda comunale che gestisce anche le altre linee della Metropolitana di Osaka. Fu la prima linea di metropolitana costruita in città e la seconda in Giappone.

## Struttura
I binari si trovano sul viadotto passante sopra al viale Suji Nuovo (新御堂筋?, Shin Midōsuji), prosecuzione del viale Midōsuji di Osaka che dà il nome alla linea. Vi è una sola uscita che dispone di una scalinata di accesso sul lato est ed una sul lato ovest del viale. Al piano superiore si trova anche una passerella che permette l'accesso da un adiacente centro commerciale nei pressi della scalinata ovest, e nella stessa area c'è anche l'unico ascensore della stazione.
La stazione è provvista di biglietterie automatiche al piano superiore, tornelli con funzione di obliteratrice e personale di servizio con funzioni di controllo ed assistenza. La banchina ad isola è posta tra gli unici 2 binari ed il suo piano di calpestio è allo stesso livello di quello del treno, permettendo l'incarrozzamento a raso.